# Domenico Ciufoli

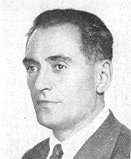
Domenico Ciufoli

Domenico Ciufoli (* 3. Juli 1898 in Cantiano; † 30. April 1975 in Rom) war ein italienischer Kommunist, Häftling des KZ Buchenwald und Parlamentsabgeordneter für die Kommunistische Partei Italiens.

## Leben
Ciufoli schloss sich der Kommunistischen Partei Italiens (PCI) an. Von 1939 bis 1944 wurde er in französischen Zuchthäusern inhaftiert. 1944 wurde er in das KZ Buchenwald eingeliefert, wo er 1945 zum Internationalen Lagerkomitee gehörte.
Als die NS-Herrschaft beseitigt war, ging er nach Italien zurück. Er wurde Mitglied des Zentralkomitees (ZK) der PCI und wurde mit dem Mandat seiner Partei von 1948 bis 1953 Abgeordneter des italienischen Parlaments.